# Iwot

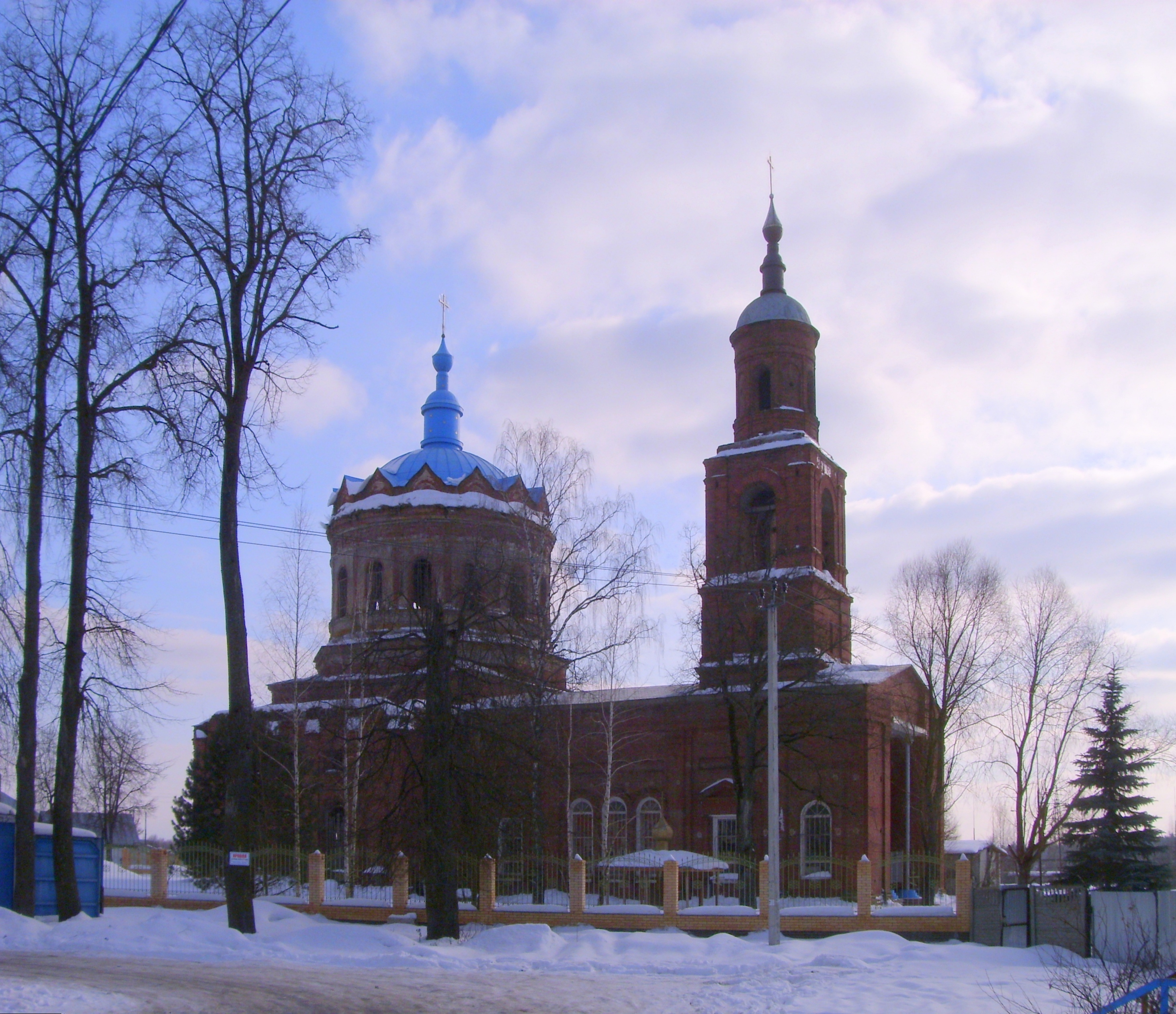
Fotografia pomnika kulturowego dziedzictwa w Rosji

Iwot (ros. Ивот) – osiedle typu miejskiego w Rosji, w obwodzie briańskim, w rejonie diaćkowskim. W 2010 liczyło 6374 mieszkańców.